# Rocky Gray
Rocky Gray (născut la 2 iulie, 1974 ca William Gray) a fost toboșarul formației rock Evanescence până pe 4 mai 2007. El a făcut parte pe scena muzici metal din Arkansas încă de la începutul anilor '90 și probabil este cunoscut ca toboșarul formației Evanescence și chitaristul formației Living Sacrifice. Gray este însurat cu Renne Gray și are doi copii, Abraham și Madison. În prezent el este domiciliat în Little Rock, Arkansas.

## Echipament

### Muzica
Rocky folosește Ddrum Arhivat în 8 aprilie 2007, la Wayback Machine., Sabian Cymbals, Vater Percussion, Evans Drumheads, Schecter guitars și echipament Basson Sound.

### Alte
Haine Diablo Wheels și Fright-Rags.

## Formații

### Formații curente
- Soul Embraced - Chitară, voce (1997-prezent)
- Mourningside - baterie (2004-prezent)
- Machina (cunoscut și ca Future Leaders of the World) - baterie (2005-prezent)
- Fatal Thirteen Arhivat în 26 mai 2013, la Wayback Machine. - Chitară (2006-prezent)

### Formații anterioare
- Chalice - ? (?-?)
- Shredded Corpse - voce, chitară (1991-1998)
- Sickshine - baterie (1993-95)
- PainGod (cunoscut mai târziu ca Flesh Compressor) - ? (1994-1995)
- Seminal Death - voce, chitară (1995)
- Living Sacrifice - chitară, voce (1999-2003, 2005)
- Thy Pain - chitară, voce (2002)
- Kill System - chitară (2002-2003)
- The Burning - chitară (2005-2006)
- 3 For Sorrow - baterie, chitară bas și chitară (2005-2006)
- Evanescence - baterie (2002-2007)

## Recunoaștere
Albume:
- Inner War Arhivat în 11 martie 2007, la Wayback Machine. - Inner War (Producător, 1999)
- Thy Pain - More Than Suffering (Producător, 2002)
- Fatal Thirteen Arhivat în 26 mai 2013, la Wayback Machine.[1] - Music From the Soundproof Torture Chamber (Producătorr, 2006)

## CrimeWave
În 2005, Rocky a lansat o colecție de haine numite 'CrimeWave Clothing' Arhivat în 29 ianuarie 2011, la Wayback Machine.. Luptătorul Mixed Martial Arts (MMA) , Fabiano Iha și Jon Pomplin din formația Project 814 Arhivat în 12 martie 2007, la Wayback Machine. au susținut mîndri colecție. CrimeWave este de asemenea numele casei de discuri a lui Rocky unde figurează Fatal Thirteen.